# غييرمو كاستيلو فالنسيا
غييرمو كاستيلو فالنسيا (بالإسبانية: Guillermo Valencia Castillo)‏.وُلد في بوبايان في كولومبيا عام 1873وتُوفيٌ عام 1943 .كان شاعراً ودبلوماسياً وسياسياُ بسجل حافل عظيم، حيث تم ترشيحه لمنصب رئيس جمهورية كولومبيا واحتلال مقعد في مجلس الشيوخ.وُلد من عائلة من أصل إسباني .بدأ اهتمامه بالشعر في مدرسة الكهنة الفرنسية.سافر إلى باريس وتعرٌف علي روبين داريو.أصبح واحداً من أهم المنتمين لتيار الحداثة، حيث من أعماله المناسك 1899. وبعد سنوات أصبح ابنه غييرمو ليون فالنسيا رئيس كولومبيا بين عامي 1962 و 1966.تلقى فالنسيا، وهو عضو في عائلة بارزة، التعليم التقليدي الإنسانية وقراءة على نطاق واسع في عدة لغات، وتطوير آفاق عالمية ومزاجه المتوازن التي انعكست في كل من حياته السياسية والأدبية.وسمعته الأدبية في الداخل والخارج باعتباره زعيم الحداثة التجريبية الحركة مع الصور الخاصة به الغريبة.

## روابط خارجية
- غييرمو كاستيلو فالنسيا على موقع الموسوعة البريطانية (الإنجليزية)